# B+S Banksysteme
B+S Banksysteme ist ein in München ansässiger Entwickler von Softwareprodukten für Banken und Finanzdienstleister. Die Gesellschaft ist im General Standard der Börse Frankfurt notiert.
Von 2012 bis 2021 hatte B+S Banksysteme zwischen 62 und 106 Mitarbeiter.
Das Unternehmen wurde  1982 von Wilhelm Berger und Heinz Shier in Salzburg gegründet und hat seit 2008 seinen Hauptsitz in München. B+S Banksysteme betreibt Standorte in München, Salzburg und Hilterfingen. Aufsichtsratsvorsitzender war 2019 Johann Bertl.